# Hidrossulfeto de sódio
Hidrossulfeto de sódio é um composto químico de fórmula NaSH. É um reagente útil na síntese de compostos orgânicos e inorgânicos de enxofre. É um sólido incolor que tipicamente cheira a sulfeto de hidrogênio (H2S) devido à hidrólise pela umidade atmosférica. É o produto da neutralização pela metade do sulfeto de hidrogênio com o hidróxido de sódio. Em contraste com o sulfeto de sódio, Na2S, fruto de uma neutralização completa, que é insolúvel em solventes orgânicos, NaHS, sendo um eletrólito 1:1, é mais solúvel. Alternativamente, em lugar de NaHS, o H2S pode ser tratado com uma amina orgânica para gerar uma sal de amônio. As soluções de HS− são sensíveis ao oxigênio, convertendo-se principalmente a polissulfetos, indicados pelo aparecimento de coloração amarela.

## Estrutura e propriedades
NaHS cristalino sofre duas transições de fase. Em temperaturas acima de 360 K, NaHS adota a estrutura do NaCl, o que implica que o HS− se comporta como um ânion esférico, devido à sua rápida rotação levando à ocupação igual de oito posições equivalentes. Abaixo de 360 K, um formas de estrutura romboédrica, e o HS− varre uma forma discoidal. Abaixo de 114 K, a estrutura torna-se monoclínica.Os compostos análogos de rubídio e potássio comportam-se similarmente.
NaHS tem um ponto de fusão relativamente baixo de 350 °C. Além das formas anidras acima referidas, pode ser obtido na forma de dois hidratos diferentes, NaHS·2H2O and NaHS·3H2O. Estas três espécies são todos incolores e comportam-se similarmente, mas não identicamente.

## Preparação
A síntese usual em laboratório implica o tratamento de metóxido de sódio, Na(CH3O), com sulfeto de hidrogênio:
Na(CH3O)  +  H2S →  NaHS  + CH3OH
Industrialmente, NaOH é empregado como base. A qualidade do NaHS pode ser determinada por titração iodométrica, explorando a capacidade do HS– reduzir I2.

## Aplicações
Milhares de toneladas de NaHS são produzidas anualmente. Seus principais usos são na fabricação de papel como um produtor do enxofre usado no processo Kraft, como um agente de flotação na mineração de cobre onde ele é usado para ativar espécies minerais óxido, e na indústria de curtume para a remoção de pelos em peles, visando produzir couros.